# Regulatorprotein Rop
Das Regulatorprotein Rop ist ein kleines Protein, dessen Gen natürlich in Bakterien-Plasmiden vorkommt und das die Replikation des Plasmids im jeweiligen Bakterium reguliert. Zu diesem Zweck bindet es an die RNA I, welche den Primer (RNA II) moduliert, der wiederum die Replikation initiiert und verändert dadurch die Initiationsrate der Replikation. Rop bzw. sein Gen wird biotechnologisch im künstlichen Plasmid pBR322 verwendet.
Die codierende Region für das sogenannte Rop (repressor of primer) oder auch ROM-Protein (RNA I modulating protein) liegt außerhalb des eigentlichen origin of replication des pBR322-Plasmids. Es handelt sich hierbei um ein 7,2 kDa großes Protein, bestehend aus 63 Aminosäuren, welches die Hybridisierung zwischen RNA I und RNA II katalysiert. Durch knockout von ROP kann die Kopienzahl von ColEI-Plasmiden erhöht werden.